# Царанов, Степан Васильевич
Степан Васильевич Царанов — советский хозяйственный, государственный и политический деятель.

## Биография
Родился в 1905 году в Горловке. Член ВКП(б) с 1926 года.
С 1936 года — на хозяйственной, общественной и политической работе. В 1936—1968 гг. — инструктор, заведующий Отделом пропаганды и агитации Молдавского областного комитета КП(б) Украины, заместитель секретаря ЦК КП(б) Молдавии, участник Великой Отечественной войны, заместитель секретаря, заместитель заведующего, заведующий Отделом пропаганды и агитации ЦК КП(б) Молдавии, секретарь ЦК КП(б) Молдавии по пропаганде и агитации, на преподавательской работе, директор Высшей партийной школы при ЦК КП Молдавской ССР, председатель Комитета по высшему и среднему специальному образованию при СМ Молдавской ССР, 1-й заместитель министра просвещения Молдавской ССР.
Избирался депутатом Верховного Совета СССР 2-го созыва.